# Korrespondent
Ein Korrespondent (von französisch correspondre; ursprünglich lateinisch cor-respondere ‚korrespondieren‘, ‚in Verbindung stehen‘) ist ein Journalist, der fest angestellt oder als Freier Mitarbeiter für Printmedien, Hörfunk, Fernsehen, Nachrichtenagenturen oder Online-Redaktionen außerhalb einer Redaktion über ein Land, eine Region oder über besondere Ereignisse berichtet. Es gibt Korrespondenten im In- und im Ausland, wobei die fest angestellten im Allgemeinen über ein eigenes Büro und Mitarbeiter verfügen.

## Inlandskorrespondent
Korrespondenten im Inland arbeiten entweder in der Bundes- oder in einer Landeshauptstadt, ansonsten handelt es sich um Sonderkorrespondenten (siehe unten). Der Schwerpunkt ihrer Aufgabe ist die politische Berichterstattung, wobei es nicht nur um die Vermittlung von Nachrichten geht, sondern vor allem um Hintergrundberichte und Kommentare. Sie verfolgen die Debatten im Parlament, besuchen Pressekonferenzen und „Pressezirkel“ und nehmen an offiziellen Terminen teil.
Die großen überregionalen Printmedien sowie Fernsehsender mit eigenen Nachrichtensendungen haben eigene Korrespondenten in der Bundeshauptstadt. In den Landeshauptstädten sind nur die regionalen Medien ständig vertreten. Außerdem gibt es eine große Zahl freier Journalisten.

### Probleme und Kritik
Regierungschefs und Minister laden im Allgemeinen regelmäßig zu informellen Pressegesprächen ein, wobei sie bestimmen, wer auf die „Gästeliste“ kommt. Um Hintergrundinformationen zu bekommen, müssen die Inlandskorrespondenten den Kontakt zu Politikern und Regierungsbeamten pflegen. Diese Nähe zu den Personen, über die sie berichten, kann zum Verlust der journalistischen Objektivität und Unabhängigkeit führen. So können Korrespondenten bewusst oder unbewusst zum Sprachrohr der Regierung oder einer Partei werden. Bei kritischer Berichterstattung müssen sie zudem damit rechnen, nicht mehr zu Hintergrundgesprächen eingeladen zu werden.
Über diese Problematik hat der Spiegel-Korrespondent Jürgen Leinemann 1995 (damals noch über Bonn) kritisch und selbstkritisch geschrieben:

„Mit dieser hehren Vorstellung ging ich nach Bonn: Man müßte Auslandskorrespondent im eigenen Land sein. Distanz halten. Als Anwalt der Bürger den Mächtigen auf die Finger gucken. […] Am Anfang sei es ja auch noch gegangen, sagen meine Freunde draußen im Lande. […] Aber schon bald hätte ich geklungen, als sei Bonn meine Mannschaft. […] Die offizielle Arena für diese kurzgeschlossene politische Kommunikation ist die Bundespressekonferenz. Das ist die Bühne, die etwa 800 in Bonn akkreditierte deutsche Journalisten geschaffen haben, um dreimal die Woche Politiker zu ritualisierter Befragung einladen zu können. […] Halboffiziell verdichtet sich der intime Dialog in knapp hundert ‚Kreisen‘ und ‚Zirkeln‘, in denen Politiker auf Einladung schwätzen, ohne etwas gesagt haben zu wollen.“

Hans-Ulrich Jörges, stellvertretender Chefredakteur des Stern und Leiter des Hauptstadtbüros, spricht von „Kumpanei“ zwischen Politikern und Journalisten. Er legt Wert auf die Feststellung, dass er keinen Politiker duze und auch keinem Hintergrundzirkel angehöre. In einem taz-Artikel erinnert er sich, dass Anfang der 1980er Jahre „aufstrebende Politiker mit aufstrebenden Journalisten“ in einer Bonner Kneipe zusammengesessen und „den Wahlsieg 1998 dann als gemeinsamen Aufstieg an die Macht“ erlebt hätten.

## Auslandskorrespondent
Ein Auslandskorrespondent ist ein inländischer Mitarbeiter (Journalist), der aus dem Ausland für sein Land oder eine Region berichtet. Auslandskorrespondenten beherrschen notwendigerweise die Sprache des Gastlandes und bringen Vorkenntnisse über die politische Situation und Kultur mit. Diese Korrespondenten decken das gesamte Themenspektrum ab, von Politik bis Kultur, wobei sie für das heimische Publikum die Rolle des erklärenden Interpreten spielen. Die rein nachrichtliche Berichterstattung wird meist den Agenturen überlassen, gefragt sind vor allem Hintergrundberichte und Kommentare sowie Reportagen. Da die Beiträge oft Wertungen zum besseren Verständnis von Ereignissen enthalten, werden Korrespondentenberichte in den Printmedien namentlich gekennzeichnet.
Das größte Netz von Auslandsstudios deutscher Fernsehsender unterhält die ARD. Überregionale Zeitungen und größere Fernsehsender haben eigene Auslandskorrespondenten in für wichtig gehaltenen Ländern und Regionen, während kleinere Verlage sich häufig an „Korrespondenten-Pools“ beteiligen, wobei ein Korrespondent alle Zeitungen eines Pools beliefert. Außerdem gibt es sehr viele freie Korrespondenten, die ihre Artikel anbieten und Aufträge annehmen. Die festen Korrespondenten sind häufig nicht nur für ein Land zuständig, sondern für eine ganze Region oder sogar einen Kontinent. So gibt es Auslandsbüros für Osteuropa, Nahost oder Lateinamerika. In diesen Fällen sind die Korrespondenten auf verlässliche einheimische Mitarbeiter und Informanten angewiesen. Sie recherchieren Themen, stellen Kontakte her und bereiten Fernsehproduktionen vor.
Die meisten festen Auslandskorrespondenten arbeiten drei bis sieben Jahre an einem Standort und kehren dann in die Heimatredaktion zurück oder wechseln in ein anderes Land. Das soll eine zu feste Einbindung in Strukturen des Berichtslandes und zu große Routine verhindern – analog zu einer ähnlichen Praxis bei Diplomaten im Ausland.

### Probleme und Kritik
In Ländern ohne oder mit eingeschränkter Pressefreiheit haben sich die Auslandskorrespondenten mit staatlicher Zensur auseinanderzusetzen; sie können sich nicht unkontrolliert bewegen und nicht ungenehmigt drehen oder Interviews führen. Informationen, die sie erhalten, könnten gefälscht oder manipuliert sein. Mitunter werden missliebige Korrespondenten auch ausgewiesen.
Auslandskorrespondenten beklagen häufig, dass sich das Interesse der Medien auf wenige Themenkomplexe beschränkt, die man für publikumswirksam hält, und andere Themenangebote abgelehnt werden. Dadurch entsteht ein verzerrtes Bild über die Realität der Berichtsländer. Die Berichterstattung über Afrika beschränkt sich so häufig auf Kriege, Katastrophen und Hungersnöte. Matthias Matussek schreibt:

„Jeder weiß, daß Afrika mehr ist als Hunger und Seuchen, Fernost mehr als Fleiß und Uniformen, Russland mehr als Ikonen und Armut, Amerika mehr als Glamour und Verfall. Doch jeder weiß ebenso, daß es diese Geschichten sind, die in den vergröbernden Sortierungen des heimischen Marktes hängen bleiben: Nichts liest man zu Hause lieber als das, was man sich schon immer gedacht hat. Und nichts, so läßt sich mit einiger Sicherheit vermuten, landet schneller im Heft oder auf einem Sendeplatz als die Bestätigung eines Vorurteils.“

Ein nicht zu unterschätzendes Problem stellt die Tatsache dar, dass ein Korrespondent oft für mehr als ein Dutzend Länder zuständig ist und er seine wesentlichen Informationen aus den dortigen Medien erhält. Diese werden häufig lediglich übersetzt und ohne weitere Recherche in die Heimat übermittelt. Die Auslandskorrespondentin Susanne Gelhard war im ZDF-Studio Wien ab 1992 für die Berichterstattung über zwölf Länder in Mittel- und Südosteuropa verantwortlich. Der Korrespondent Peter Puhlmann äußerte in einem Interview: „Wir betreuen mehr als 20 Länder, darunter Mexiko, Zentralamerika, die Karibik und das nördliche Südamerika. Eigentlich sind wir eher ein Reisebüro, weil wir immer unterwegs sind.“ (Quelle siehe Weblinks)
So bleibt die gründliche Recherche fast zwangsläufig auf der Strecke. „Besonders problematisch ist der journalistische Jet-Set, der aus ökonomischen Gründen (niedrigere Personalkosten) den Auslandskorrespondenten alter Prägung immer mehr zu verdrängen scheint. Diese Journalisten, die von einer Krise zur nächsten und von Hauptstadt zu Hauptstadt hetzen, haben gar nicht die Zeit für tiefschürfende Recherche“, moniert Michael Kunczik in seinem Aufsatz über Auslandsberichterstattung im Fernsehen (Quelle siehe Weblinks).
Die zunehmende Geschwindigkeit der Nachrichtenübermittlung und der Aktualitätsdruck durch die Konkurrenz der Medien – vor allem der Fernsehsender – kommen als weitere Faktoren hinzu. „Mittlerweile vergehen oft nur wenige Minuten zwischen einem Ereignis und den ersten Bildern. Oder das Ereignis wird gleich live präsentiert. […] Bei ZDF und ARD dauert die ‚nachrichtenfreie‘ Zeit nachts nur noch etwa fünf Stunden“, kritisiert Susanne Gelhard (Quelle siehe Weblinks).

## Sonderkorrespondent
Ein Sonderkorrespondent berichtet über ein bestimmtes Ereignis wie z. B. die Wahl des Papstes, die Folgen eines Erdbebens, eine Sportveranstaltung wie die Olympischen Spiele oder auch aus einem Krisengebiet. Die Dauer des Einsatzes kann von wenigen Tagen bis zu mehreren Monaten reichen.

## Parlamentskorrespondent
Ein Parlamentskorrespondent berichtet über das Geschehen im und über die Arbeit eines Parlaments. Dies können Parlamente, wie das Europäische Parlament, der Deutsche Bundestag, das Österreichische Parlament oder andere Parlamente sein.

## Kriegsberichterstatter
Kriegsberichterstatter (englisch war correspondent) sind im Prinzip Sonderkorrespondenten, die aus einem Kriegsgebiet berichten. Häufig handelt es sich dabei um Auslandskorrespondenten, die sich in der betreffenden Region auskennen. Ihre Aufgabe ist es, den Lesern bzw. Zuschauern die Lage vor Ort als Augenzeugen möglichst realistisch und objektiv zu schildern; bei Rundfunkreportern gehört dazu mittlerweile auch die Live-Berichterstattung.
Als erster Kriegsreporter gilt William Howard Russell, der 1854 für die Times vom Krimkrieg berichtete. Vorher waren Offiziere mit der Aufgabe betraut worden, schriftliche Berichte für die Presse zu verfassen, die mit der Post geschickt wurden. Eine Folge dieser neuen realistischen Schilderungen war, dass der britische Oberkommandierende, General William John Codrington, im Februar 1856 eine Zensur von Kriegsberichten einführte.